# Clay County, Missouri
Clay County är ett county i den amerikanska delstaten Missouri. Det ligger i den nordvästra delen av Missouri, omfattar en yta på ungefär 1 027 km² och hade år 2006 ett invånarantal på ungefär 207 000.  Den administrativa huvudorten (county seat) är samhället Liberty där även rådhuset befinner sig. Clay County bildades 2 januari 1822 av en representant från delstaten Kentucky vid namn Henry Clay.

## Geografi
Enligt United States Census Bureau har countyt en total area på 1 059 km². 1 027 km² av den arean är land och 32 km² är vatten.

### Angränsande countyn
- Clinton County - nord
- Ray County - öst
- Jackson County - syd
- Wyandotte County, Kansas - sydväst
- Platte County - väst

### Orter
- Liberty (huvudort)
- Oaks
- Oakwood
- Smithville (delvis i Platte County)